# Коммерческое училище (Кингисепп)
Здание бывшего Коммерческого училища — историческое здание в городе Кингисеппе Ленинградской области. Расположено в центральной части города, у автомобильного моста через реку Луга, на территории крепости Ям. Современный адрес: проспект Карла Маркса, дом № 1. Здание выполнено в стиле модерн по проекту гражданского инженера К. К. Васильева. С 1974 года является памятником архитектуры федерального значения в составе комплекса крепости Ям, а с 1988 года — ещё и памятником истории регионального значения как место, где учился Герой Советского Союза Алексей Иванов.
Коммерческое училище было основано в 1907 году по инициативе Петра Николаевича Прохорова и общества «Просвещение», тремя годами позднее на территории посада Ямбургской крепости для училища было выстроено отдельное здание. Изначально планировалось выстроить здание П-образной формы, состоящее из центральной части и двух боковых крыльев, ориентированное вдоль берега Луги фасадом от неё, но из-за финансовых трудностей проект был реализован лишь частично. Построенное крыло Г-образной формы ориентировано длинной стороной перпендикулярно берегу, позднее вдоль него была проложена автодорога к мосту. После Октябрьской революции в здании располагались различные образовательные учреждения, а в 1990 году его передали местному краеведческому музею, который въехал в здание после капитального ремонта, длившегося 9 лет.

## История
Идея открытия среднего учебного заведения в Ямбурге, где до этого не было ни одной школы, обсуждалась городской общественностью с 1870-х годов, но всё ограничивалось разговорами и предложениями. С мёртвой точки дело сдвинулось только в январе 1907 года по инициативе земского врача Петра Николаевича Прохорова и организованного им местного общества «Просвещение». Предлагалось организовать училище, рассчитанное на одновременное обучение 360 человек, причём обучение предполагалось совместным для мальчиков и девочек, что вызвало серьёзные споры внутри самого общества. Тогда было решено провести анкетирование в Ямбурге и близлежащих деревнях, в рамках которого из более чем 100 опрошенных граждан только один высказался против новаторской по тем временам идеи. 6 сентября 1907 года был утверждён устав училища, при этом, по требованию Министерства торговли и промышленности, взявшего шефство над учреждением, в устав были внесены изменения, в результате которых училище стало коммерческим.
Училище открылось 1 октября 1907 года и первоначально не имело собственного здания, так что первые два года занятия велись в наёмных помещениях — в двух деревянных зданиях на Грязной улице (ныне улица Воскова). Но уже 10 августа 1908 года П. Н. Прохоров на заседании общества «Просвещение» выступил с новой инициативой о строительстве отдельного здания для училища, где на тот момент было уже около ста учеников, больше половины из которых составляли крестьянские дети. Идею многие посчитали слишком смелой, и сбор средств шёл крайне медленно. Тогда гражданскому инженеру К. К. Васильеву, проектировавшему здание, было дано поручение видоизменить проект таким образом, чтобы сначала, собрав 33000 рублей, построить только треть здания — южное крыло — и в нём уже вести занятия, а тем временем собрать ещё 90000 рублей на остальную часть здания и достроить его позднее. Городская строительная комиссия дала согласие на строительство, выделила необходимые деньги, а также участок земли на территории посада Ямбургской крепости. Земство выделило на строительство 12000 рублей, а Министерство торговли и промышленности — 8000 на строительство и 3000 ежегодно на содержание училища. При училище, куда жертвовали не только деньги, но и стройматериалы, была заведена почётная книга, где вёлся учёт благотворителей, самых щедрых из которых отметили на мраморной доске на стене здания. Закладка здания училища состоялась в день 200-летия Полтавского сражения — 28 июня 1909 года. Известно, что на закладной доске имелась следующая надпись:

«Во имя Отца и Сына и Святаго Духа. Аминь.
1909 г. 28 июня в пятнадцатое лето Царствования Государя Императора Николая Второго в ознаменования дня 27 июня посвященного памяти Преобразования России Императора Петра Великого, на развалинах крепости Ям-Город, положено основание здания Ямбургского коммерческого училища Ямбургского общества „Просвещения“, сооружаемого по плану гражданского инженера К. К. Васильева».
29 августа 1910 года была построена и введена в эксплуатацию первая часть здания, однако вторая часть так и не была достроена. Вдоль получившегося Г-образного здания в скором времени земством была проложена дорога к мосту через Лугу.
К началу 1912/1913 учебного года в училище обучалось 213 человек (118 мальчиков и 95 девочек); педагогический коллектив состоял из 17 учителей, 11 из которых имели дипломы высших учебных заведений. Также за учащимися осуществлялся медицинский надзор, за что на Всероссийской гигиенической выставке 1913 года в Петербурге училище было удостоено золотой медали.
В училище преподавались точные, естественные и гуманитарные науки по программам реальных мужских училищ. Полученное образование позволяло выпускникам поступать без вступительных экзаменов в высшие учебные заведения. Обучение было платным, плата составляла 18 рублей в месяц. В 1914 году состоялся первый выпуск.
В 1919 году, во время Гражданской войны, в здании училища размещался военный госпиталь. С 1920 года Коммерческое училище стало называться Ямбургской (с 1922 года — Кингисеппской) Единой Трудовой школой. В 1923 году при школе открыли интернат для учеников из дальних деревень. В начале 1930-х годов Единая Трудовая школа была преобразована в семилетнюю общеобразовательную школу, а в скором времени — в десятилетнюю среднюю школу. В этот период при школе появился театральный кружок, не прекращавший работу даже во время немецкой оккупации.
До начала Великой Отечественной войны Кингисеппскую среднюю школу № 1 окончило более 500 человек. Многие выпускники ушли на фронт, участвовали в подпольном и партизанском движении. В числе выпускников школы — Герой Советского Союза Алексей Александрович Иванов, в память о котором после войны на здании была установлена мемориальная доска. В годы войны по распоряжению немецких властей в здании Коммерческого училища была открыта гимназия, которую посещали ученики, оказавшиеся на оккупированной территории. При освобождении города в 1944 году здание школы было повреждено, так что занятия возобновились только весной 1946 года, после ремонта. В том же году 14 человек сдали выпускные экзамены.
В 1962 году десятилетняя средняя школа № 1 была реорганизована в восьмилетнюю школу № 1, а в 1975 году — переведена в новое специально построенное здание. В здании бывшего Коммерческого училища была открыта вечерняя школа рабочей молодёжи.
В 1990 году здание было передано Кингисеппскому историко-краеведческому музею взамен соседнего Екатерининского собора, возвращённого РПЦ. Для этого в здании был проведён капитальный ремонт, продлившийся 9 лет, в ходе которого были восстановлены утраченные ранее башенка и калориферное отопление.

## Архитектура
Здание Коммерческого училища построено по проекту Ямбургского земского инженера К. К. Васильева. По первоначальному плану оно должно было иметь форму буквы П, со средней частью, ориентированной вдоль берега Луги, фасадом на восток; парадный вход по проекту был обращён в двор-курдонёр, образованный боковыми флигелями. В период с 1909 по 1910 год была построена первая часть здания — южное крыло, однако достроить вторую часть не удалось из-за нехватки средств, и в результате оно осталось Г-образным в плане с длинной фасадной стороной, обращённой к проспекту.
Здание построено из местного плитняка с кирпичными вставками, обрамляющими окна, фасад украшают порталы в духе коллегиальной готики; угловая башенка со шлемовидным куполом решена в стиле модерн.
В 1974 году здание Коммерческого училища было взято под охрану государства как памятник архитектуры федерального значения в качестве составной части комплекса крепости Ям. В 1988 году здание дополнительно получило региональную категорию охраны как памятник истории.
В годы Гражданской войны в здании было нарушено калориферное отопление (тёплый воздух поступал по специальным каналам внутри стен, благодаря чему в здании всегда было тепло и сухо), что не способствовало его сохранности. Во время Великой Отечественной войны здание лишилось башенки с куполом. Она была восстановлена лишь в 1990-х годах в ходе длительного ремонта, после которого здание Коммерческого училища было передано Кингисеппскому краеведческому музею.

## Музей
В 1950-х годах в Кингисеппском районном Доме культуры состоялась выставка по истории Кингисеппа. На её основе 5 ноября 1960 года силами местных энтузиастов был открыт народный музей. В 1966 году музей был переименован в Кингисеппский историко-краеведческий музей с приданием ему статуса филиала Выборгского областного музея. С 1967 года музей вошёл в Объединение музеев Ленинградской области. В 1979 году в отреставрированном к тому времени здании Екатерининского собора была открыта новая экспозиция «Старый Ямбург».
В 1990 году собор был возвращён православной церкви, а музею было предложено здание бывшего Коммерческого училища, нуждавшееся, однако, в срочном ремонте. Он продлился 9 лет, и в мае 1999 года музей открыл два первых экспозиционных зала, к которым вскоре были присоединены и другие помещения. В 2000 году музей стал филиалом Ленинградской областной государственной унитарной компании «Музейное агентство». В 2009 году на базе музея создан Музейно-информационный и культурный центр коренных народов Кингисеппского района, призванный заниматься вопросами сохранения и развития культур малочисленных народов.
В фондах музея более 20 тысяч единиц хранения, коллекция регулярно пополняется новыми экспонатами. Всего в музее 5 экспозиционных залов.

### Зал «Старый Ямбург»
В зале представлена история Ямбурга до Петровских реформ. Среди экспонатов — археологические находки времён Новгородской республики и шведского владычества, в том числе найденные в курганах на территории района оружие, предметы быта и украшения. В числе прочего, в зале демонстрируется макет Ямбургской крепости и стенд с монетами XVI—XX веков, обнаруженных при раскопках в окрестностях города.

### Зал «Остановленные мгновения»
Зал посвящён развитию фототехники — в нём представлена коллекция старинных и советских фотоаппаратов и снимки Кингисеппа разных времён.

### Выставка «Мы живём на одной земле»
Выставка показывает культуру и быт коренных финно-угорских народов, населявших окрестности Ямбурга — води, ижоры, финнов и эстонцев, а также русских и немцев. Зал оформлен в народном стиле, центральным экспонатом являются почтовые сани. Экспозиция по водской и ижорской культурам, размещённая в зале, является уникальной и не представлена в сопоставимом объёме ни в одном музее мира. В числе прочего экспонируется раритетный водский женский передник «пыльвилина», датированный XVII веком и найденный в деревне Валья в 2009 году.

### Зал «Ямбургские горожане»
В зале представлены быт и история жизни ямбургцев в XIX—XX веках. В нём собрана коллекция различной домашней утвари, личных вещей тех времён, а также стенды, посвящённые истории некоторых местных семей.

### Зал «Кингисепп в годы Великой Отечественной войны»
Здесь представлены фотографии военных лет, письма с фронта, партизанские листовки и личные вещи участников войны. Кроме того, в музее представлены подлинные вещи, документы и другие редкие предметы, рассказывающие о военно-морской базе «Ручьи» («Кронштадт-2») и о 21-м укреплённом районе, строившихся неподалёку в предвоенные годы.